# إيفرسون فرناندو غوميز
إيفرسون فرناندو غوميز (18 سبتمبر 1993 بساو باولو في البرازيل - ) هو لاعب كرة قدم برازيلي في مركز الوسط. لعب مع أتلتيكو براغانتينو وجمعية بورتوغيزا الرياضية ونادي كورينثيانز وJ. Malucelli Futebol ‏ وGuaratinguetá Futebol ‏ ورابطة فلامينغو الرياضية ‏.

## وصلات خارجية
- إيفرسون فرناندو غوميز على موقع قاعدة بيانات كرة القدم.إي يو (الإنجليزية)